# Orlando Magic 2002-2003
La stagione NBA 2002-2003 fu la 14ª stagione della storia degli Orlando Magic che si concluse con un record di 42 vittorie e 40 sconfitte nella regular season, il 4º posto nell'Atlantic Division e l'8º posto della Eastern Conference.
Nei playoff del 2003 venne eliminata al primo turno dai Detroit Pistons per 4 partite a 3.

## Draft
| Giro | Scelta | Giocatore                        | Posizione | Nazionalità | Università/Club |
| ---- | ------ | -------------------------------- | --------- | ----------- | --------------- |
| 1    | 18     | Curtis Borchardt (ceduto a Utah) | centro    | Stati Uniti | Stanford        |

## Regular season
| Squadra            | V  | P  | %    | GB |
| ------------------ | -- | -- | ---- | -- |
| New Jersey Nets    | 49 | 33 | 59,8 | -  |
| Philadelphia 76ers | 48 | 34 | 58,5 | 1  |
| Boston Celtics     | 44 | 38 | 53,7 | 5  |
| Orlando Magic      | 42 | 40 | 51,2 | 7  |
| Washington Wizards | 37 | 45 | 45,1 | 12 |
| New York Knicks    | 37 | 45 | 45,1 | 12 |
| Miami Heat         | 25 | 57 | 30,5 | 24 |

## Play-off

### Primo turno
Gara 1
| 20 aprile 2003 | Detroit Pistons | 94 – 99 | Orlando Magic |  |

Gara 2
| 23 aprile 2003 | Detroit Pistons | 89 – 77 | Orlando Magic |  |

Gara 3
| 25 aprile 2003 | Orlando Magic | 89 – 80 | Detroit Pistons |  |

Gara 4
| 27 aprile 2003 | Orlando Magic | 100 – 92 | Detroit Pistons |  |

Gara 5
| 30 aprile 2003 | Detroit Pistons | 98 – 67 | Orlando Magic |  |

Gara 6
| 2 maggio 2003 | Orlando Magic | 88 – 103 | Detroit Pistons |  |

Gara 7
| 4 maggio 2003 | Detroit Pistons | 108 – 93 | Orlando Magic |  |

## Roster
| N° | Naz.                   | Ruolo | Sportivo          | Anno | Alt. | Peso |
| -- | ---------------------- | ----- | ----------------- | ---- | ---- | ---- |
| 00 | Nigeria (bandiera)     | C     | Olumide Oyedeji   | 1981 | 208  | 109  |
| 1  | Stati Uniti (bandiera) | A     | Tracy McGrady     | 1979 | 203  | 95   |
| 4  | Stati Uniti (bandiera) | A     | Ryan Humphrey     | 1979 | 203  | 107  |
| 5  | Stati Uniti (bandiera) | G     | Jeryl Sasser      | 1979 | 198  | 91   |
| 7  | Croazia (bandiera)     | GA    | Gordan Giriček    | 1977 | 198  | 95   |
| 8  | Stati Uniti (bandiera) | A     | Pat Garrity       | 1976 | 206  | 108  |
| 9  | Stati Uniti (bandiera) | A     | Drew Gooden       | 1981 | 208  | 104  |
| 10 | Stati Uniti (bandiera) | G     | Darrell Armstrong | 1968 | 183  | 77   |
| 11 | Stati Uniti (bandiera) | G     | Jacque Vaughn     | 1975 | 185  | 86   |
| 12 | Stati Uniti (bandiera) | G     | Chris Whitney     | 1971 | 183  | 76   |
| 31 | Irlanda (bandiera)     | AC    | Pat Burke         | 1973 | 211  | 113  |
| 33 | Stati Uniti (bandiera) | A     | Grant Hill        | 1972 | 203  | 102  |
| 34 | Stati Uniti (bandiera) | C     | Steven Hunter     | 1981 | 213  | 100  |
| 40 | Stati Uniti (bandiera) | AC    | Shawn Kemp        | 1969 | 208  | 104  |
| 50 | Stati Uniti (bandiera) | A     | Mike Miller       | 1980 | 203  | 99   |
| 54 | Stati Uniti (bandiera) | AC    | Horace Grant      | 1965 | 208  | 98   |
| 55 | Stati Uniti (bandiera) | AC    | Andrew DeClercq   | 1973 | 208  | 104  |

## Staff tecnico
- Allenatore: Doc Rivers
- Vice-allenatori: Johnny Davis, Mark Hughes, Paul Pressey, Dave Wohl

### Arrivi/partenze
Mercato e scambi avvenuti durante la stagione:
Arrivi
| N° | Naz.                   | Ruolo | Sportivo       |  | Alt. |  |
| -- | ---------------------- | ----- | -------------- |  | ---- |  |
| 7  | Croazia (bandiera)     | G     | Gordan Giriček |  |      |  |
| 9  | Stati Uniti (bandiera) | AG    | Drew Gooden    |  |      |  |
| 12 | Stati Uniti (bandiera) | G     | Chris Whitney  |  |      |  |

Partenze
| N° | Naz.                   | Ruolo | Sportivo      |  | Alt. |  |
| -- | ---------------------- | ----- | ------------- |  | ---- |  |
| 4  | Stati Uniti (bandiera) | AG    | Ryan Humphrey |  |      |  |
| 50 | Stati Uniti (bandiera) | AP    | Mike Miller   |  |      |  |

## Premi e onorificenze
- Tracy McGrady incluso nell'All-NBA First Team
- Drew Gooden incluso nell'All-Rookie First Team
- Gordan Giriček incluso nell'All-Rookie Second Team